# Михайловское (Молоковский район)
Михайловское — деревня в Молоковском районе Тверской области, входит в состав Обросовского сельского поселения.

## География
Деревня находится на берегу реки Могоча в 15 км на юго-восток от районного центра посёлка Молоково.

## История
В 1801 году в селе Михайлово была построена каменная Введенская церковь с 3 престолами, метрические книги с 1780 года.
В конце XIX — начале XX века село входило в состав Антоновской волости Весьегонского уезда Тверской губернии.
С 1929 года деревня входила в состав Антоновского сельсовета Молоковского района Бежецкого округа Московской области, с 1935 года — в составе Калининской области, с 2005 года — в составе Черкасовского сельского поселения, с 2013 года — в составе  Обросовского сельского поселения.

## Население
| 1859 | 2008 | 2010 |
| ---- | ---- | ---- |
| 100  | ↘8   | ↘1   |